# Hobbydiktatorn
Hobbydiktatorn är ett musikalbum av det svenska punkbandet Charta 77. Det gavs ut år 1992, såväl på LP som CD.

## Låtlista
1. Vingar (2.11)
2. Sanningar & lögner (3.00)
3. Vykort från Rio (4.52)
4. Allt jag säger (2.30)
5. Förr skrek vi (2.50)
6. Rättvisans lotteri (2.53)
7. Hobbydiktatorn (1.52)
8. Vårt språk (2.35)
9. Information (2.57)
10. Räls av stål (2.53)
11. Brev till dövstum (2.36)
12. Kommunicera (4.27)
13. Int' för du (1.30)
14. Mannen som dör varje dag (2.39)